# Balala lui
Balala lui är en insektsart som beskrevs av Shen och Zhang 1995. Balala lui ingår i släktet Balala och familjen dvärgstritar. Inga underarter finns listade i Catalogue of Life.